# Tabernaemontana laurifolia
Tabernaemontana laurifolia är en oleanderväxtart som beskrevs av Carl von Linné. Tabernaemontana laurifolia ingår i släktet Tabernaemontana och familjen oleanderväxter. Inga underarter finns listade i Catalogue of Life.